# Пій I
Святий Пій I (лат. Pius; 1 січня 154, Рим, Стародавній Рим) — десятий папа Римський, понтифікат якого тривав (приблизно) між 140 та 154 роками.

## Біографія
Народився в Аквілеї на півночі Італії. За каноном Мураторія, його брат Гермас — автор відомого твору Пастир Герми. Вважається засновником однієї з найстаріших римських церков — церкви Святої Пуденціани. Папа Пій І був запеклим противником гностицизму, тому відлучив від церкви багатьох його прихильників.

## Канонізація
Канонізований як Святий Мученик. Церква відзначає його день пам'яті 11 липня.